# Aledo, Texas
Aledo är en ort i Parker County i delstaten Texas, USA.